# Marta Olkowska
Marta Olkowska – polska dyplomatka, chargé d’affaires RP w Brazylii (2017–2020) oraz Konsul Generalna RP w Kurytybie (2020–2025).

## Życiorys
Marta Olkowska ukończyła studia w Instytucie Stosunków Międzynarodowych Uniwersytetu Warszawskiego, gdzie obroniła pracę magisterską „Polonia brazylijska od pierwszych osadników do dnia dzisiejszego”. W parlamencie V kadencji była tłumaczką polsko-brazylijskiej grupy parlamentarnej. W latach 2006–2008 pracowała w Kancelarii Prezesa Rady Ministrów. Od 2008 związana jest z Ministerstwem Spraw Zagranicznych. W latach 2008–2012 była konsulem w Ambasadzie RP w Lizbonie. Doprowadziła m.in. do utworzenia dwóch szkółek języka polskiego: w Lizbonie i Porto. W czerwcu 2016 rozpoczęła służbę w ambasadzie w Brasílii jako kierowniczka Wydziału Polityczno-Ekonomicznego. 21 grudnia 2017 objęła jako chargé d’affaires kierownictwo placówki, które sprawowała do 29 lutego 2020. Udało jej się m.in. dwukrotnie zorganizować wizytę ministra Jacka Czaputowicza: podczas zaprzysiężenia prezydenta Jaira Bolsonaro w styczniu 2019 oraz w lutym 2020; ministra Krzysztofa Szczerskiego; przywrócić coroczne konsultacje polityczne między Polską a Brazylią wraz z wizytą wiceministra Marka Magierowskiego w maju 2018; zakończyć negocjację umowy o unikaniu podwójnego opodatkowania między Polską a Brazylią; zainicjować negocjacje umowy o wzajemnym ubezpieczeniu społecznym, a także umowy o wymianie i ochronie informacji niejawnych. Od 15 kwietnia 2020 do kwietnia 2025 pełniła funkcję Konsul Generalnej RP w Kurytybie. W tym samym miesiącu rozpoczęła pracę na stanowisku ds. polityczno-ekonomicznych w Ambasadzie RP w Meksyku.